# Au « Trois Cassoulets »
Au « Trois Cassoulets »  est un roman policier de Charles Exbrayat paru en 1971. Il s’agit du second roman ayant pour héros le commissaire Léonce Cernil.

## Résumé
Au « Trois Cassoulets », tel est le nom du nouveau restaurant qui s’ouvre à Rodez et provoque bien des remous dans la bonne société de la ville. Non par ce qu’il propose, des cassoulets cuisinés selon les recettes de Carcassonne, Toulouse ou Castelnaudary, mais parce que ses gérantes sont, de notoriété publique, des « filles faciles » entretenues par « Les barons », trois hobereaux locaux vivant en marge des conventions sociales.
La tension est particulièrement forte dans la maison de Maître Valfroicourt, notaire des barons, qui héberge une cousine de sa femme, Monique Sartilly, bien décidée à faire chasser ces femmes dont elle juge la présence contraire aux bonnes mœurs.
Le soir de l’ouverture, elle déclenche un scandale dans le restaurant. Quelques heures plus tard, elle est retrouvée morte non loin de là.
Le commissaire Léonce Cernil, est dépêché de Montpellier pour mener l’enquête, car l’implication des barons, du notaire et d’autres personnalités importantes de la ville rend l’intervention d’un policier extérieur, et donc non impliqué dans la vie locale, plus judicieuse.

## Particularités du roman
Comme dans Le Clan Morembert, première enquête de Léonce Cernil, Au « Trois Cassoulets » « met en œuvre des drames paysans ».

## Éditions
- Librairie des Champs-Élysées, coll. « Le Masque »no 1154, 1971 (BNF 35145723) ;
- Librairie des Champs-Élysées, coll. « Club des Masques » no 229, 1975  (ISBN 2-7024-0101-5)[3] ;
- Dans le volume omnibus Les Douceurs provinciales, Librairie des Champs-Élysées, coll. « Les Intégrales du Masque . Exbrayat » no 4, 1996  (ISBN 2-7024-2533-X).

## Sources bibliographiques
- Jacques Baudou et Jean-Jacques Schleret, Le Vrai Visage du Masque, vol. I, Paris, Futuropolis, 1984, 476 p. (OCLC 311506692), p. 183.
- Claude Mesplède (dir.), Dictionnaire des littératures policières, vol. I : A - I, Nantes, Joseph K, coll. « Temps noir », 2007, 1054 p. (ISBN 978-2-910686-44-4, OCLC 315873251), p. 690-693
- Jean Tulard, Dictionnaire du roman policier : 1841-2005. Auteurs, personnages, œuvres, thèmes, collections, éditeurs, Paris, Fayard, 2005, 768 p. (ISBN 978-2-915793-51-2, OCLC 62533410), p. 742.